# مدار ماه
مدار ماه تقریباً در ۲۷٫۳ روز توسط این کره پیموده می‌شود.
کره‌های زمین و ماه گِردِ گرانیگاه مشترکشان که در حدود ۴٬۷۰۰ کیلومتری مرکز کرهٔ زمین قرار دارد می‌گردند.
به طور میانگین، کرهٔ ماه در فاصلهٔ ۳۸۵٬۰۰۰ کیلومتری از مرکز زمین واقع شده که این فاصله برابر است با ۶۰ بار شعاع کرهٔ زمین.
میانگین سرعت مداری کرهٔ ماه ۱٫۰۲۳ کیلومتر بر ثانیه است.
باور دانشمندان بر اینست که دنباله مغناطیسی زمین تا مدار کره ماه کشیده شده و در هر ماه، کره ماه در مدار چرخش خود به دور زمین از میان این دنباله عبور می‌کند.